# Francesca Romanelli
Francesca Romanelli (Milano, 19 marzo 1978) è una giornalista e conduttrice televisiva italiana.

## Biografia

### Studi
Dopo la maturità classica, si è laureata nel 2002 a pieni voti in leggi elettorali alla facoltà di scienze politiche dell'Università degli Studi di Milano, tesi acquisita dalla giunta per le elezioni della Camera dei deputati.

### Carriera
Ha iniziato collaborando con il quotidiano Il Giorno, durante gli studi. Negli stessi anni - fra il 1999 ed il 2000 - ha fondato ed è stata vicedirettore di ViaConservatorio, primo giornale ufficiale della facoltà di scienze politiche della Statale di Milano.
A inizio 2000 si è iscritta all'albo dei giornalisti pubblicisti. 
Negli anni successivi ha lavorato al quotidiano Il Giornale. In seguito, ha collaborato con il quotidiano Libero, Telenova e l'Ordine dei Giornalisti della Lombardia.
Giornalista professionista dal 2004 quando viene assunta a Mediaset e lavora al TG4 dove realizza servizi principalmente di politica, per anni è stata lettrice di agenzie in studio.
Era conduttrice delle edizioni del TG4 delle 11:30 e, fino al 2013, delle 14, alternandosi con i colleghi. Nel 2012 e dal 2014 al 2019 conduceva anche l'edizione delle 18.55.
Nel 2006 ha partecipato a Il migliore, sfida tra i cronisti di Mediaset, condotto da Mike Bongiorno.
Il 22 giugno 2008 è stata ospite a Sottovoce di Gigi Marzullo.

## Quotidiani e televisione
- Il Giorno (1999-2001)
- Il Giornale (2002-2003)
- Libero (quotidiano) (2004)
- TG4 (Rete 4, 2004-2019)
- Stasera Italia - Estate (Rete 4, 2018)